# جمهورية بلغاريا الشعبية
جمهورية بلغاريا الشعبية (بالبلغارية: Народна република България) هو الاسم الرسمي لبلغاريا عندما كانت جمهورية اشتراكية.
كانت جمهورية بلغاريا الشعبية موجودة في الفترة من عام 1946 إلى عام 1990، وحكمها الحزب الشيوعي البلغاري، الذي حكم بدوره مع شريكه في التحالف، الاتحاد الوطني البلغاري للزراعة. وكانت بلغاريا جزءا من الكوميكون وعضوا في حلف وارسو، وكانت على صلة وثيقة مع الاتحاد السوفيتي أثناء الحرب الباردة. وقد قامت حركة المقاومة البلغارية أثناء الحرب العالمية الثانية بالإطاحة بحكومة مملكة بلغاريا في الانقلاب البلغاري الذي وقع في عام 1944 وأنهى بذلك تحالف هذا البلد مع دول المحور وقاد إلى الجمهورية الشعبية في عام 1946.
قام الحزب الشيوعي البلغاري بوضع نموذج لسياساته على غرار سياسات الاتحاد السوفيتي، وتحويل البلد خلال عقد من مجتمع زراعي فلاحي إلى مجتمع اشتراكي صناعي. في منتصف الخمسينات وبعد وفاة ستالين، فقد المتشددين المحافظين نفوذهم وأصبحت فترة التحرير الاجتماعي والاستقرار متبوعة تحت حكم تودور جيفكوف. وتلي ذلك درجات متفاوتة من النفوذ المحافظ أو الليبرالي. وبعد إنشاء هيكل جديد للطاقة والنقل، أصبحت الصناعة التحويلية بحلول عام 1960 هي القطاع المهيمن في الاقتصاد وأصبحت بلغاريا مصدرا رئيسيا للسلع المنزلية وفيما بعد التكنولوجيات الحاسوبية، مما أكسبها لقب «وادي السيليكون للكتلة الشرقية». وقد جعل مستوى الإنتاجية المرتفع نسبيا للبلد وارتفاع عدد الدرجات على مراتب التنمية الاجتماعية نموذجا للسياسات الإدارية للبلدان الاشتراكية الأخرى.
في عام 1989، وبعد سنوات قليلة من النفوذ الليبرالي، انطلقت إصلاحات سياسية وأزيل تودور جيفكوف، الذي كان رئيسا للحزب منذ عام 1954، من منصبه في مؤتمر الحزب الشيوعي البلغاري. في عام 1990، قام الحزب الشيوعي البلغاري، بقيادة غيورغي بارفانوف، بتغيير اسمه إلى الحزب الاشتراكي البلغاري واعتمد أيديولوجيا سياسية يسارية وسطية بدلا من الماركسية-اللينينية. في أعقاب فوز الحزب الاشتراكي البلغاري في انتخابات عام 1990، التي كانت أول انتخابات متنازع عليها علنا ومتعددة الأحزاب منذ عام 1931، تغير اسم الدولة إلى جمهورية بلغاريا. و من الناحية الجغرافية، فإن جمهورية بلغاريا الشعبية كان لها نفس الحدود مع بلغاريا الحالية، وكانت تحد البحر الأسود إلى الشرق؛ ورومانيا إلى الشمال؛ ويوغوسلافيا (صربيا وجمهورية مقدونيا الاشتراكية) إلى الغرب وتركيا واليونان إلى الجنوب.

## التاريخ
في 1 مارس 1941، وقّعت مملكة بلغاريا الاتفاق الثلاثي، وأمست رسميًا عضوًا في دول المحور. في أعقاب الغزو الألماني ليوغسلافيا واليونان في أبريل، احتلت بلغاريا أجزاء كبيرة من هذه الدول. في عام 1942، تشكلت جبهة الوطن من خليط من الشيوعيين والاشتراكيين والليبراليين.
التقدير الأعلى لعدد الحزبيين في أي وقت في بلغاريا هو 18 ألف عضو.

### الانقلاب الشيوعي
في عام 1944، مع دخول الجيش الأحمر إلى رومانيا، تخلت مملكة بلغاريا عن المحور وأعلنت الحياد. في 5 سبتمبر، أعلن الاتحاد السوفيتي الحرب على المملكة ودخل الجيش الأحمر بعد ثلاثة أيام شمالي شرق بلغاريا ما دفع الحكومة إلى إعلان دعمها من أجل الحد من الصراع العسكري. في 9 سبتمبر، قام الحزبيون الشيوعيون بانقلاب أنهى فعليًا حكم الملكية البلغارية وسلطتها وتولت بعد ذلك الحكومة الجديدة السلطة بقيادة جبهة الوطن التي كان يقودها الحزب الشيوعي البلغاري.

### السنوات الأولى وعهد تشيرفينكوف
بعد توليها السلطة، شكلت جبهة الوطن ائتلافًا ضم الاشتراكيين الديمقراطيين وحزب الفلاحين تحت قيادة رئيس الوزراء الأسبق كيمون جورجييف. بموجب شروط التسوية السلمية، سُمح لبلغاريا بالإبقاء على دوبروجا الجنوبية، إلا أنها تخلت رسميًا عن جميع المطالب بالأراضي اليونانية واليوغسلافية. طُرد من تراقيا الغربية 150 ألف بلغاري استوطنوا خلال فترة الاحتلال. تولى الشيوعيون عن عمد دورًا ثانويًا في الحكومة الجديدة في البداية، في حين كان الممثلون السوفييت يمتلكون السلطة الحقيقية. أُسّست ميليشيا شعبية قادها الشيوعيون ضايقت ورهّبت الأحزاب غير الشيوعية.
في 1 فبراير 1945، اعتُقل الوصي على العرش الأمير كيريل ورئيس الوزراء الأسبق بوغدان فيلوف ومئات من مسؤولي المملكة الآخرين بتهم جرائم حرب. بحلول يونيو، أُعدم كيريل وأوصياء عرش آخرون واثنان وعشرون من الوزراء السابقين وشخصيات أخرى. بدأت الحكومة الجديدة باعتقال المتعاونين مع النازية. وُجّهت لآلاف الأشخاص تهم الخيانة أو المشاركة في مؤامرة معادية للثورة وحُكم عليهم إما بالموت أو بالسجن مدى الحياة. مع وصول الحرب إلى نهايتها، وسعت الحكومة حملة الثورة السياسية الخاصة بها لتهاجم النخب الاقتصادية في الأعمال التجارية الخاصة والمصرفية. وقد تعزز ذلك حين اتضح أن الولايات المتحدة الأمريكية والمملكة المتحدة كانتا قليلتي الاكتراث ببلغاريا. في نوفمبر من عام 1945، عاد قائد الحزب الشيوعي جورجي ديميتروف إلى بلغاريا بعد 22 عامًا في المنفى. ألقى ديميتروف خطابًا لاذعًا رفض فيه التعاون مع مجموعات المعارضة. أسفرت الانتخابات التي أجريت بعد أسابيع قليلة عن غالبية عظمى لجبهة الوطن.
في سبتمبر من عام 1946، ألغيت الملَكية عبر استفتاء الجمهورية البلغارية الذي أسفر عن تصويت بنسبة 95,6 % لصالح إقامة جمهورية، وأُرسل القيصر الشاب سيمون الثاني إلى المنفى. تولى الشيوعيون السلطة جهارًا، وأُعلنت بلغاريا جمهورية شعبية. أصبح فاسيل كولاروف، الرجل الثالث في الحزب، رئيسًا. على مدار السنة التالية، أحكم الشيوعيون قبضتهم على السلطة. منحت انتخابات جمعية تأسيسية في أكتوبر 1946 الشيوعيين غالبيةً. بعد مرور شهر، أصبح ديميتروف رئيسًا للوزراء.
رفض حزب الفلاحين التعاون مع السلطات، وفي يونيو 1947 اعتُقل قائد الحزب نيكولا بيتكوف على الرغم من احتجاجاتٍ دولية واسعة. أشار هذا إلى إقامة مؤسسة شيوعية في بلغاريا. في ديسمبر 1947، وافقت الجمعية التأسيسية على دستور جديد للجمهورية أشير إليه بـ «دستور ديميتروف». تمت صياغة الدستور بمساعدة القضاة السوفييت الذين استخدموا الدستور السوفييتي لعام 1936 كنموذج. بحلول عام 1948، أعيد ترتيب أحزاب المعارضة المتبقية أو جرى حلها، اندمج الاشتراكيون الديمقراطيون مع الشيوعيين في حين أصبح الاتحاد الزراعي شريكًا مخلصًا للشيوعيين.
خلال عامي 1948-1949 قُيّدت التنظيمات الدينية الرومانية الكاثوليكية والبروتستانتية والإسلامية والأرثوذوكسية أو حُظرت. واصلت الكنيسة الأرثوذكسية البلغارية عملها إلا أنها لم تستعد مطلقًا النفوذ الذي كانت تتمتع به في ظل الملَكية، وتولى المسؤولون الشيوعيون العديد من المناصب العليا داخل الكنيسة.
توفّي ديميتروف في عام 1949 ولفترة من الزمن تبنّت بلغاريا قيادةً جماعية. قاد فولكو تشيرفينكوف الحزب الشيوعي وأصبح فاسيل كولاروف رئيسًا للوزراء. انهار هذا بعد ذلك بعام حين توفي كولاروف، وأضاف تشيرفينكوف رئاسة الوزراء إلى ألقابه. باشر تشيرفينكوف سيرورة تصنيع سريعة على غرار التصنيع السوفييتي الذي قاده ستالين في الثلاثينيات من القرن العشرين ونُظّمت الزراعة وفقًا لمبادئ الجماعة.
كانت القاعدة المؤيدة لتشيرفينكوف ضيقةً للغاية حتى داخل الحزب الشيوعي ليتمكن من النجاة لفترة طويلة بمجرد رحيل راعيه ستالين. في مارس 1954، بعد عام على وفاة ستالين، خُلع تشيرفينكوف كأمين عام للحزب مع موافقة القيادة الجديدة في موسكو وحل محله تودور زيفكوف. بقي تشيرفنيكوف رئيسًا للوزراء حتى أبريل من عام 1956 حين فُصل نهائيًا وحل محله أنتون يوغوف.

### المقدونية القسرية في بيرين مقدونيا
في عام 1946، أرسل ستالين الأمر التالي إلى الوفد البلغاري: 
ينبغي منح الاستقلال الذاتي الثقافي لبيرين مقدونيا ضمن إطار عمل بلغاريا. لقد أظهر تيتو مرونةً تفوق مرونتكم، ربما لأنه يعيش في دولة متعددة الأعراق وترتب عليه منح حقوق متساوية لمختلف الشعوب. سيكون الاستقلال الذاتي الخطوة الأولى نحو توحيد مقدونيا. ولكن بالنظر إلى الوضع الراهن يجب ألا نتسرع في هذه المسألة. خلافًا لذلك، ستبقى مهمة تحقيق الاستقلال الذاتي المقدوني بأكملها مع تيتو في نظر الشعب المقدوني وستكونون أنتم عرضةً للانتقادات. تبدون خائفين من كيمون جورجييف، لقد ورطتم أنفسكم معه إلى حد كبير ولا تريدون منح الاستقلال الذاتي لبيرين مقدونيا. ليس ثمة أي أهمية لحقيقة أنه لم يتطور أي وعي مقدوني بعد بين السكان. لم يكن هناك وعي كهذا في بيلاروسيا عندما أعلناها جمهورية سوفيتية. إلا أنه ظهر في ما بعد أنه كان هناك بالفعل شعب بيلاروسي. 
استخدمت الحكومة القوة والتهديد والترهيب ووصمت خصوم السياسة بالفاشيين والشوفينيين. أعيد توطين البعض حتى حدود فوجفودينا بعد أن كان قد أعيد توطينهم من بيرين إلى جمهورية مقدونيا الاشتراكية بهدف مقدَنة لم تكلل بالنجاح.
تبنّت بلغاريا سياسةً شيوعية لإقامة علاقاتٍ ودية مع يوغسلافيا. ثم أطلق ديميتروف مبادرة اتحاد البلقان الذي يمتد من بيرين إلى جبال شار ويعكس وعيًا مقدونيًا. من أجل هذا الهدف، بدأ بسياسة مقدونية قسرية للسكان البلغار في إقليم بيرين من خلال التغيير الواعي لتقرير المصير الإثني الذي أجري عن طريق الإكراه الإداري والدعاية المكثفة.
في ديسمبر من عام 1946، أجرى ديميتروف تعدادًا للسكان في بيرين. أمرت السلطات السكان المحليين في إقليم بيرين بوضع علامة على السجلات الإدارية مثل «مقدوني»، من بينها بوماك، ما عدا أولئك الذي ينحدرون من أصول داخل البلاد. في اجتماعها في 21 ديسمبر، قررت اللجنة الإقليمية لحزب العمال في كوما العليا قبول صيغة تشير إلى أن 70% من المقيمين كانوا «مقدونيين». نتيجةً لذلك، حُددت هوية 169,444 من بين السكان الذين يبلغ عددهم 281,015 على أنهم مقدونيو الإثنية.
في عام 1947 وقّعت بلغاريا ويوغسلافيا اتفاقيةً أصبحت بيرين مقدونيا بموجبها جزءًا من يوغسلافيا الفيدرالية وشرعت في توحيد بيرين مقدونيا مع فاردار مقدونيا وألغت أنظمة التأشيرة والخدمات الجمركية.